# R. Praggnanandhaa
R. Praggnanandhaa (Rameshbabu Praggnanandhaa; geboren am 10. August 2005 in Chennai) ist ein indischer Schachspieler, der den Titel eines Großmeisters trägt.

## Erfolge
Praggnanandhaa gewann die Jugendweltmeisterschaften 2013 in der Altersklasse U8 (mit 11 Punkten aus 11 Partien) und 2015 in der Altersklasse U10. Seine Schwester ist die zweimalige Jugendschachweltmeisterin R. Vaishali.
Im Jahr 2016 wurde Praggnanandhaa als jüngstem Spieler in der Geschichte des Schachsports der Titel eines Internationalen Meisters verliehen. Bei seiner dritten Norm war er zehn Jahre, zehn Monate und 19 Tage alt. Die Normen für seinen Titel erfüllte er beim 30. Internationalen Schachfestival in Cannes im Februar 2016, beim B-Turnier des Aeroflot Opens in Moskau im März 2016, bei dem er unter anderem gegen die Großmeister Lewon Babudschjan und Borys Chartschenko gewann, sowie beim 9. Internationalen KIIT-Schachfestival in Bhubaneswar im Mai 2016. Im Juni 2018 erzielte er beim Gredine Open in Italien seine dritte Großmeisternorm, so dass ihm im selben Jahr der Titel verliehen wurde. 2019 gewann er, im Alter von 14 Jahren, die Jugendweltmeisterschaft in der Altersklasse U18. Praggnanandhaa war zum Ernennungszeitpunkt der zweitjüngste Großmeister hinter Sergei Karjakin. In der französischen Top 12 spielte er 2019 für die Association Cannes-Echecs.
Beim Schach-Weltpokal 2023 verlor er im Finale gegen Magnus Carlsen, war aber bereits durch den Sieg im Halbfinale für das Kandidatenturnier zur Schachweltmeisterschaft 2024 qualifiziert, bei dem er Fünfter wurde. 2025 gewann er das Tata-Steel-Schachturnier durch einen Sieg in der zweiten Runde des Tie-Breaks im Sudden Death gegen den amtierenden Weltmeister D. Gukesh.